# Land O'Lakes, Wisconsin
Land O'Lakes là một thị trấn thuộc quận Vilas, tiểu bang Wisconsin, Hoa Kỳ. Năm 2010, dân số của thị trấn này là 837 người.